# آوار کویسو
آوار کویسو رودخانه‌ای است در جمهوری داغستان روسیه. این رودخانه پس از پیوند با رودخانهٔ آندی کویسو رودخانهٔ بزرگتر سولاک را تشکیل می‌دهد. سرچشمهٔ این رودخانه در موقعیت جغرافیایی ۴۱°۵۲′۱۰″ شمالی ۴۶°۴۵′۲۵″ شرقی / ۴۱٫۸۶۹۴۴°شمالی ۴۶٫۷۵۶۹۴°شرقی و دهانهٔ آن در موقعیت جغرافیایی ۴۲°۴۷′۲۷″ شمالی ۴۶°۴۷′۴۶″ شرقی / ۴۲٫۷۹۰۸۳°شمالی ۴۶٫۷۹۶۱۱°شرقی قرار دارد.